# 200 př. n. l.
Rok 200 př. n. l. byl rok Římského kalendáře. V té době byl znám jako Rok konzulátu Maxima a Cotty, nebo jako rok 554 Ab urbe condita (554 let od založení Říma). Označení roku jako 200 let před naším letopočtem se začalo užívat ve středověku, kdy se v Evropě začal užívat systém Anno Domini (leta páně).
Podle židovského kalendáře došlo k přelomu let 3561 a 3562.

## Události

#### Seleukovská říše
- Jednotky Antiochoa III. Megáse pokračují v invazi do Sýrie a Palestiny.
- Seleukovská říše dobývá Arménii.

#### Řecko
- Flota Filipa V. Makedonského poráží u města Milét jednotky Rhodosu. Jeho vojsko poté pokračuje do Pergamonu, plení pergamské území a útočí na města v Kárii.
- Arkaňanané s pomocí Makedonců napadají Attiku. Athény, které předtím vyhlásily neutralitu, hledají pomoc u Filipových nepřátel. Attalos I., vládce města Pergamon, který se svou flotou pobýval u ostrova Aigina, přijímá vyslance z Athén, kteří jej zvali do svého města na konzultace. Attalos pozvání přijímá a ihned vyráží na cestu.
- Římský vyslanec v Řecku, Sýrii a Egyptě, Marcus Aemilius Lepidus, vysílá Filipovi varování, že Makedonie nesmí zaútočit na žádný z řeckých států. Filip však toto varování nerespektuje a vyhlašuje Římanům válku. Tímto krokem začíná Druhá makedonská válka.
- Římský konzul Publius Sulpicius Galba Maximus prosí Attala a jeho flotu, aby se spolu s řeckou a římskou armádou setkal na pobřeží Egejského moře. Cílem této akce bylo zastavit makedonská vojska, která se shromažďovala na pobřeží.

#### Čína
- Číňané vynalezli výplňový materiál.
- Začíná stavba paláce Wei-Jang pro vládnoucí dynastii Chan.
- Císař Kao-cu je poražen v Bitvě u Baidengu Siungny.

## Vědy a umění
- Na Balkáně se objevují první vodní kola.
- Metoda ztraceného vosku se začíná používat v Číně a Mezopotámii

## Hlavy států
- Čína – Kao-cu (206 – 195 př. n. l.)
- Seleukovská říše – Antiochos III. Megás (223 – 187 př. n. l.)
- Řecko-baktrijské království – Euthydemus I. (230 – 200 př. n. l.) » Demetrius I. (200 – 180 př. n. l.)
- Parthská říše – Arsakés II. (211 – 185 př. n. l.)
- Egypt – Ptolemaios V. Epifanés (204 – 180 př. n. l.)
- Bosporská říše – Hygiainon (220 – 200 př. n. l.) » Spartacus V. (200 – 180 př. n. l.)
- Pontus – Mithridates III. (220 – 185 př. n. l.)
- Kappadokie – Ariarathes IV. (220 – 163 př. n. l.)
- Bithýnie – Prusias I. (228 – 182 př. n. l.)
- Pergamon – Attalos I. (241 – 197 př. n. l.)
- Sparta – Nabis (206 – 192 př. n. l.)
- Athény – Nicophon (201 – 200 př. n. l.) » Dionysius (200 – 199 př. n. l.)
- Makedonie – Filip V. (221 – 179 př. n. l.)
- Epirus – vláda épeiroské ligy (231 – 167 př. n. l.)
- Římská republika – konzulové Publius Sulpicius Galba Maximus a C. Aurelius Cotta (200 př. n. l.)
- Numidie – Masinissa (202 – 148 př. n. l.)